# Unione Calcio AlbinoLeffe
L'Unione Calcio AlbinoLeffe S.r.l., meglio nota come AlbinoLeffe, è una società calcistica italiana che rappresenta i comuni di Albino e Leffe, in provincia di Bergamo. Milita in Serie C.
Il club si è costituito nel 1998 a seguito della fusione tra le società Albinese e Leffe, rilevando la matricola federale di quest'ultima e continuandone dunque la tradizione sportiva. Ha stabilito la propria sede legale e operativa a Zanica, anch'esso appartenente al territorio orobico.
Il sodalizio bergamasco ha vinto la Coppa Italia Serie C 2001-2002 e vanta nove partecipazioni consecutive alla Serie B tra il 2003 e il 2012, durante le quali arrivò a disputare la finale play-off valida per la promozione in Serie A.

## Storia

### Gli anni 1990: le origini

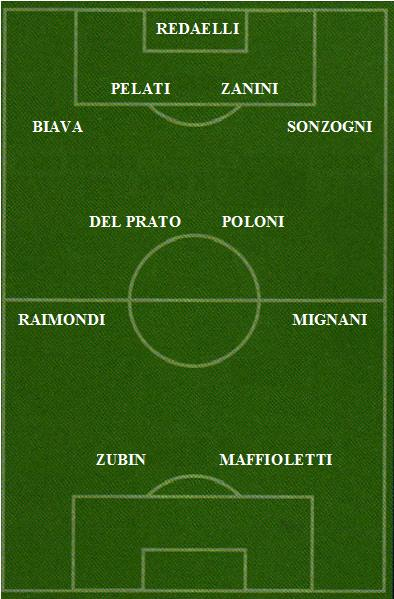
La formazione scesa in campo nella finale play-off 1998-1999 per la promozione in Serie C1

Progenitrici della squadra risultarono essere l'Albinese — fondata nel 1919 e altrimenti nota come Circolo Sportivo Falco — e il Leffe: quest'ultimo, affiliatosi alla FIGC nel 1947, vantava tra i migliori risultati una Coppa Italia Dilettanti (conquistata nel 1982) e la vittoria del Campionato Interregionale 1984-1985.
Facenti parte dello stesso girone durante il campionato di Serie C2 1997-1998, entrambe le società pervennero alla salvezza: la vicinanza geografica tra i comuni d'appartenenza, nonché il pericolo di fallimento riguardante l'Albinese, ne suggerirono la fusione nel giugno 1998.
Pur accolto con iniziale scetticismo dai sostenitori, il sodalizio — al cui vertice fu posto Pietro Zambaiti con Fausto Selvinelli direttore generale e Roberto Spagnolo segretario — guidato da Oscar Piantoni colse immediati frutti: al secondo posto nel torneo 1998-1999 fece infatti seguito la promozione, ottenuta dopo i successi a scapito di Spezia e Prato nei play-off.

### Gli anni 2000: l'ascesa

Ivan Del Prato, fra i testimoni della fusione tra Albinese e Leffe e poi a lungo capitano dell'AlbinoLeffe.

Con Elio Gustinetti subentrato in panchina a Oscar Piantoni nell'estate 2001, l'AlbinoLeffe si aggiudicò la Coppa Italia Serie C nel 2002 prevalendo sul Livorno per il maggior numero di gol segnati in campo avverso; l'ascesa conobbe un nuovo capitolo nel giugno 2003, allorché i seriani — giunti alle spalle del Treviso nella stagione regolare — s'imposero a danno di Padova e Pisa nei play-off realizzando uno storico approdo in Serie B.
L'annata di esordio in cadetteria — che pure registrò un contingente allargato a 24 squadre per gli sviluppi del caso Catania — fu contraddistinta dall'inedito derby con l'Atalanta, vittoriosa per 2-1 il 13 settembre 2003: arresasi alla Dea anche nel confronto del 13 febbraio 2004, la squadra si posizionò diciottesima scampando ai play-out per la retrocessione. Conseguito l'undicesimo posto nel 2004-2005, Gustinetti lasciò spazio a Vincenzo Esposito.

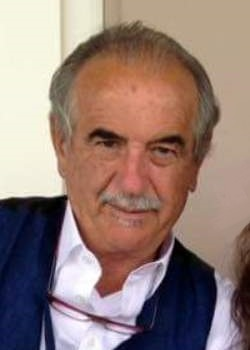
L'allenatore Emiliano Mondonico, artefice di quattro salvezze in Serie B alla guida dell'AlbinoLeffe.

Un cammino sofferto nel campionato 2005-2006 ne provocò la sostituzione con Emiliano Mondonico, il quale perseguì la salvezza nei play-out contro l'Avellino; l'allenatore cremonese si assestò quindi a metà classifica nella stagione seguente, contraddistinta peraltro da un doppio pareggio con la Juventus (relegata alla serie cadetta dalle vicende di Calciopoli) e dal successo casalingo contro il Napoli.
Al ritorno di Gustinetti, avvenuto nell'estate 2007, fece seguito un percorso da record: malgrado un calo nella tornata conclusiva — circostanza tramutatasi nell'avvicendamento con Armando Madonna alla guida — i bergamaschi archiviarono il miglior piazzamento della propria storia in Serie B, con un quarto posto a 78 punti che valse la partecipazione ai play-off. Regolato il Brescia in semifinale, gli orobici caddero tuttavia dinnanzi al Lecce nell'atto conclusivo mancando pertanto la qualificazione alla Serie A.

### Gli anni 2010: il declino
Mantenutosi in salvo anche per il triennio a venire — coi maggiori rischi corsi nel 2011 allorquando fu necessario uno spareggio col Piacenza per evitare la Serie C — nella primavera 2012 l'AlbinoLeffe pagò con la caduta in terza serie un filotto negativo, costituito da 11 sconfitte consecutive nella fase di ritorno che precipitarono i seriani in ultima posizione. Frattanto penalizzata di 10 punti — ridotti a 5 in itinere — per il coinvolgimento nello scandalo-scommesse la compagine giunse al sesto posto, arrendendosi poi ai rigori alla Cremonese nei play-off del maggio 2014.
Con un duplice ripescaggio (2015-2016) a vanificare altrettante retrocessioni in Serie D conosciute sul rettangolo verde, negli anni successivi i migliori risultati sono rappresentati dalle semifinali dei play-off e dal secondo turno di Coppa Italia raggiunti entrambi nel 2020-2021.

## Colori e simboli

### Colori
Nel 1998 il nuovo sodalizio scelse di adottare il blu e il celeste come colori sociali per onorare la divisa bianca e blu dell'Albinese e quella bianca e celeste del Leffe. Queste due tinte vengono da sempre utilizzate dall'AlbinoLeffe per l'uniforme da gioco principale, mentre per la seconda uniforme vengono utilizzati il rosso e il giallo come richiamo allo stemma della provincia di Bergamo.

### Simboli ufficiali

#### Stemma
Il simbolo del club (adottato fin dal 1998 e mai modificato) è un ancile partito a destra di una torre aurea su fondo rosso, a sinistra di una gru azzurra su fondo analogo; nella parte bassa è disegnato un flutto d'acqua che si estende fino a fuoriuscire dallo scudo verso destra. La corona esterna, parimenti celeste, reca inscritta per esteso la ragione sociale a lettere stampatelle blu.
Nel suo insieme il logotipo evoca gli stemmi municipali dei comuni d'appartenenza del club (la torre di Albino e la gru di Leffe) e la relativa collocazione geografica (laddove il flutto d'acqua rappresenta il fiume Serio e la relativa vallata).

#### Inno
L'inno ufficiale è AlbinoLeffe fai goal, inciso dal cantautore bergamasco Daniele Reggiani nell'estate 2007 e diffuso prima delle gare casalinghe a partire da AlbinoLeffe-Spezia del 25 agosto 2007.

#### Mascotte
La mascotte del club è un castoro dall'attitudine antropomorfa e vestito con la maglia sociale, denominato Rino Castorino; alle partite interne dell'AlbinoLeffe è presenza costante un animatore che indossa il costume della mascotte e intrattiene il pubblico durante l'intervallo tra i tempi.

## Strutture

### Stadio
Fino al 2003 la società affittò lo stadio Carlo Martinelli dal comune di Leffe per giocare le gare interne. 
Quest'ultimo impianto fu già sede delle partite del Leffe, mentre l'Albinese giocava presso lo stadio parrocchiale di Albino intitolato a John Fitzgerald Kennedy.
A partire dalla promozione in Serie B ottenuta al termine del campionato di Serie C1 2002-2003 e fino a quello di Serie C 2018-2019 le partite casalinghe dell'AlbinoLeffe si sono svolte presso lo stadio Atleti Azzurri d'Italia di Bergamo.
La decisione di affittare l'impianto del capoluogo venne presa per rispettare i requisiti strutturali imposti all'epoca dalla Lega Nazionale Professionisti per i campionati superiori alla terza fascia.
Dal 2010 in occasione delle partite dell'AlbinoLeffe vengono aperti al pubblico soltanto una tribuna e il settore riservato agli ospiti.
Nel 2019 i seriani cessano di usufruire dell'impianto di Bergamo e traslocano allo stadio Città di Gorgonzola; nel mentre viene avviata la costruzione di un nuovo stadio a Zanica, nelle pertinenze del centro di allenamento. Dalla stagione 2021-2022 i seriani possono finalmente giocare nel proprio stadio, l'AlbinoLeffe Stadium.

### Centro di allenamento

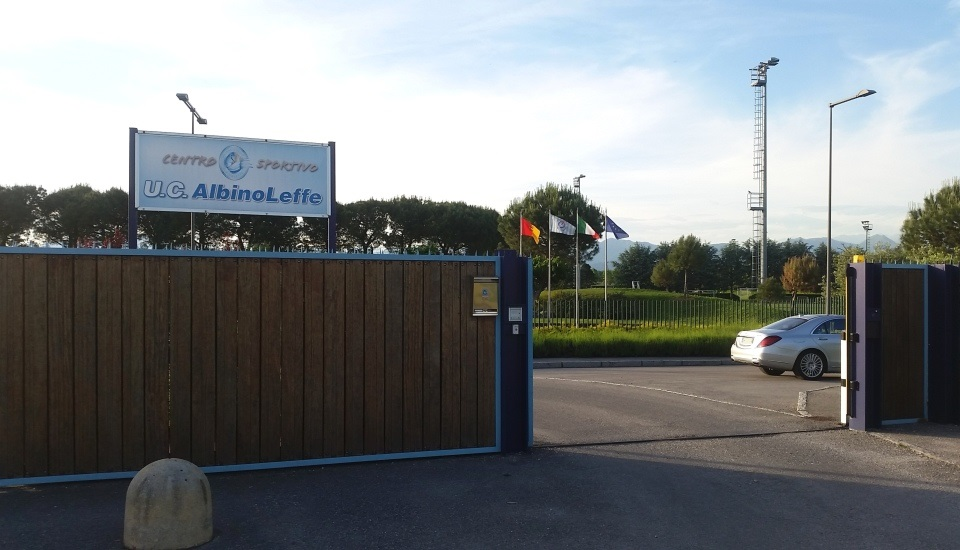
Ingresso del centro sportivo

La sede degli allenamenti della prima squadra e delle giovanili celesti è il centro sportivo U.C. AlbinoLeffe: esteso su un terreno di circa sette ettari tra i comuni di Zanica e Comun Nuovo, comprende gli uffici amministrativi della società e tre campi da gioco. Originariamente di proprietà del consorzio BCC della Bergamasca, venne acquistato tramite asta da una società immobiliare e poi ceduto nel 2008 all'AlbinoLeffe per utilizzo sportivo. Il 6 giugno 2009 la struttura è stata inaugurata ufficialmente con l'intitolazione dei suoi vialetti a quattro personaggi facenti parte della storia delle società Albinese e Leffe, ovvero Pietro Cattaneo, Franco Gherardi, Flavio Lussana e Luigi Pini.

## Società

### Organigramma societario
- Gianfranco Andreoletti - Presidente
- Franco Acerbis, Adriano Capponi, Luciano Zenoni, Pietro Gelmi, Simone Farina - Consiglieri
- Simone Farina - Direttore generale e Segretario generale
- Antonio Obbedio - Direttore sportivo
- Matteo Viscardi - Responsabile comunicazione
- Tommaso Berardi - Responsabile marketing
- Ruben Garlini - Segretario operativo
- Valerio Sacchi - Responsabile amministrativo
- Matteo Filosa - SLO e Biglietteria
- Marco Colosio - Responsabile sicurezza
- Tommaso Berardi - Fotografo ufficiale

### Sponsor
| Cronologia degli sponsor tecnici - 1998-2001 Umbro - 2001-2006 Legea - 2006- Acerbis | Cronologia degli sponsor ufficiali - 1998-2006 SCAME - 2006-2007 BPU Assicurazioni - 2007-2015 UBI Banca - 2015-2021 Cargeas Assicurazioni / UBI Banca - 2021-2022 Intesa Sanpaolo / Gewiss - 2022- Intesa Sanpaolo / Gewiss / Isocell Precompressi |

## Allenatori e presidenti
| Allenatori - 1998-2001 Oscar Piantoni - 2001-2005 Elio Gustinetti - 2005-2006 Vincenzo Esposito (1ª-26ª) Emiliano Mondonico (27ª-42ª e play-out) - 2006-2007 Emiliano Mondonico - 2007-2008 Elio Gustinetti (1ª-41ª) Armando Madonna (42ª e play-off) - 2008-2009 Armando Madonna - 2009-2010 Armando Madonna (1ª-7ª) Emiliano Mondonico (8ª-42ª) - 2010-2011 Emiliano Mondonico (1ª-24ª) Daniele Fortunato (25ª-26ª) Emiliano Mondonico (27ª-42ª e play-out) - 2011-2012 Daniele Fortunato (1ª-24ª) Sandro Salvioni (25ª-34ª) Alessio Pala (35ª-42ª) - 2012-2013 Alessio Pala - 2013-2014 Armando Madonna (1ª-15ª) Elio Gustinetti (16ª-30ª e play-off) - 2014-2015 Alessio Pala (1ª-12ª) Roberto Bonazzi (13ª-15ª) Amedeo Mangone (16ª-38ª) - 2015-2016 David Sassarini (1ª-11ª) Marco Sesia (12ª-28ª) Michele Facciolo (29ª-34ª e play-out) - 2016-2018 Massimiliano Alvini - 2018-2019 Massimiliano Alvini (1ª-13ª) Michele Marcolini (14ª-34ª) - 2019-2021 Marco Zaffaroni - 2021-2022 Michele Marcolini - 2022-2023 Giuseppe Biava (1ª-28ª) Claudio Foscarini (29ª-38ª e play-out) - 2023- Giovanni Lopez | Presidenti - 1998-1999 Pietro Zambaiti - 1999- Gianfranco Andreoletti |

## Calciatori

### Capitani
- Ivan Del Prato (1998-1999)
- Damiano Sonzogni (1999-2006)
- Ivan Del Prato (2006-2008)
- Filippo Carobbio (2008-2009)
- Ruben Garlini (2009-2011)
- Roberto Previtali (2011-2012)
- Pierre Giorgio Regonesi (2012-2014)
- Alessandro Salvi (2014-2015)
- Andrea Soncin (2015-2016)
- Fabio Gavazzi (2016-2020)
- Carmine Giorgione (2020-2022)
- Diego Borghini (2022-)

### Contributo alle nazionali
Attualmente sono cinque i calciatori che vantano almeno una presenza nella nazionale italiana dopo aver militato tra le file dell'AlbinoLeffe: il portiere Federico Marchetti, il difensore Federico Peluso, il centrocampista Alessandro Diamanti e gli attaccanti Marco Sau e Andrea Belotti, menzione d'onore va anche a Filippo Inzaghi militante nelle Leffe una delle due squadre fondatrici. Per quanto concerne gli stranieri si segnalano per le presenze nelle rispettive nazionali maggiori il finlandese Mehmet Hetemaj, il sierraleonese Kewullay Conteh, il guineano Karamoko Cissé e il lettone Sergejs Vorobjovs.
Di seguito un elenco dei summenzionati atleti e delle loro statistiche nelle rispettive squadre Nazionali:
- Andrea Belotti (debutto nel 2016, 44 presenze e 12 reti)
- Alessandro Diamanti (debutto nel 2010, 17 presenze e 1 rete)
- Federico Marchetti (debutto nel 2009, 11 presenze)
- Federico Peluso (debutto nel 2012, 3 presenze e 1 rete)
- Marco Sau (debutto nel 2013, 1 presenza)
- Kewullay Conteh (debutto nel 2000, 21 presenze e 2 reti)[47]
- Karamoko Cissé (debutto nel 2008, 19 presenze e 3 reti)[48]
- Mehmet Hetemaj (debutto nel 2009, 7 presenze e 1 rete)[49]
- Sergejs Vorobjovs (debutto nel 2016, 3 presenze)[50]

## Palmarès

### Competizioni nazionali
- Coppa Italia Serie C: 1

2001-2002

### Competizioni giovanili
- Campionato nazionale Dante Berretti: 2[N 1]

2013-2014, 2021-2022
- Campionato Primavera 3: 1

2021-2022
- Campionato Allievi Nazionali: 2

1999-2000, 2012-2013
- Trofeo Dossena: 1

2012
- Torneo Città di Vignola: 1

2011

### Altri piazzamenti
- Serie B:

Finalista play-off: 2007-2008
- Serie C1:

Secondo posto: 2002-2003 (girone A)
- Serie C2:

Secondo posto: 1998-1999 (girone A)

## Statistiche e record

### Partecipazione ai campionati
| Livello | Categoria                | Partecipazioni | Debutto   | Ultima stagione | Totale |
| ------- | ------------------------ | -------------- | --------- | --------------- | ------ |
| 2º      | Serie B                  | 9              | 2003-2004 | 2011-2012       | 9      |
| 3º      | Serie C1                 | 4              | 1999-2000 | 2002-2003       | 17     |
| 3º      | Lega Pro Prima Divisione | 2              | 2012-2013 | 2013-2014       | 17     |
| 3º      | Lega Pro                 | 3              | 2014-2015 | 2016-2017       | 17     |
| 3º      | Serie C                  | 8              | 2017-2018 | 2024-2025       | 17     |
| 4º      | Serie C2                 | 1              | 1998-1999 | 1998-1999       | 1      |

### Partecipazione alle coppe
| Competizione          | Partecipazioni | Debutto   | Ultima stagione | Totale |
| --------------------- | -------------- | --------- | --------------- | ------ |
| Coppa Italia          | 16             | 2002-2003 | 2020-2021       | 16     |
| Coppa Italia Serie C  | 11             | 1998-1999 | 2023-2024       | 16     |
| Coppa Italia Lega Pro | 5              | 2012-2013 | 2016-2017       | 16     |

### Statistiche di squadra
- Record di spettatori per una partita

16 751 per AlbinoLeffe-Juventus nel campionato di Serie B 2006-2007
- Record di abbonamenti stagionali

2 622 per il campionato di Serie B 2008-2009
- Record di punti in una stagione

78 nel campionato di Serie B 2007-2008
- Miglior risultato nel campionato nazionale

4º posto nel campionato di Serie B 2007-2008
- Serie di risultati positivi più lunga

19 partite (5 vittorie e 14 pareggi tra la 2ª alla 20ª giornata nel campionato di Serie B 2006-2007)
- Serie di sconfitte più lunga

11 partite (tra la 29ª alla 39ª giornata nel campionato di Serie B 2011-2012)

### Statistiche individuali
Marco Cellini, avendo segnato 23 gol nel campionato di Serie B 2007-2008, detiene il record assoluto di reti realizzate in una singola stagione con la maglia dell'AlbinoLeffe. Il record di reti segnate in una singola partita di Serie B appartiene a Omar Torri, realizzatore di una tripletta il 2 aprile 2010 durante AlbinoLeffe-Frosinone; in Serie C il record appartiene a Jacopo Manconi, che in occasione di Lucchese-AlbinoLeffe del 25 novembre 2020 ha segnato quattro reti (risultato finale 4-5).
Di seguito le classifiche dei migliori dati individuali, segnando tra parentesi le stagioni trascorse nel club.
(Dati Coppa Italia Serie C incompleti)
| Record di presenze - 323 Mirco Poloni (1998-2010) - 315 Ivan Del Prato (1998-1999, 2001-2008) - 291 Pierre Regonesi (2001-2006, 2010-2014) - 269 Ruben Garlini (2000-2011) - 263 Damiano Sonzogni (1998-2006) | Record di reti - 49 Roberto Bonazzi (2001-2008) - 47 Jacopo Manconi (2020-2023) - 46 Marco Cellini (2006-2010) - 43 Francesco Ruopolo (2007-2010) - 39 Christian Araboni (1999-2001, 2002-2005) |

## Organico

### Rosa 2025-2026
Aggiornata al 15 agosto 2025.
| N. |                   | Ruolo | Calciatore           |
| -- | ----------------- | ----- | -------------------- |
| 1  | Italia (bandiera) | P     | Salvatore Di Chiara  |
| 2  | Italia (bandiera) | D     | Benedetto Barba      |
| 3  | Italia (bandiera) | D     | Enrico Giannini      |
| 4  | Italia (bandiera) | D     | Simone Potop         |
| 5  | Italia (bandiera) | C     | Andrea Mandelli      |
| 6  | Italia (bandiera) | C     | Andrea Astrologo     |
| 7  | Italia (bandiera) | D     | Alessandro Garattoni |
| 8  | Italia (bandiera) | C     | Alessandro Lombardi  |
| 9  | Italia (bandiera) | A     | Lorenzo Sorrentino   |
| 10 | Italia (bandiera) | A     | Mohamed Alì Zoma     |
| 11 | Italia (bandiera) | A     | Giacomo Sali         |
| 12 | Italia (bandiera) | P     | Gabriele Baldi       |
| 17 | Italia (bandiera) | C     | Tommaso Paganessi    |
| 18 | Italia (bandiera) | C     | Samuele Parlati      |

| N. |                    | Ruolo | Calciatore              |
| -- | ------------------ | ----- | ----------------------- |
| 19 | Italia (bandiera)  | C     | Mattia Agostinelli      |
| 20 | Italia (bandiera)  | C     | Michele Ambrosini       |
| 21 | Italia (bandiera)  | A     | Mattia Angeloni         |
| 22 | Italia (bandiera)  | P     | Lorenzo Facchetti       |
| 23 | Italia (bandiera)  | D     | Edoardo Sottini         |
| 25 | Albania (bandiera) | A     | Rrok Toma               |
| 27 | Romania (bandiera) | D     | Gabriele Boloca         |
| 30 | Italia (bandiera)  | D     | Riccardo Baroni         |
| 34 | Italia (bandiera)  | A     | Sebastiano Svidercoschi |
| 42 | Italia (bandiera)  | C     | Tommaso Lupinetti       |
| 45 | Italia (bandiera)  | D     | Edoardo Borghi          |
| 73 | Italia (bandiera)  | D     | Lorenzo Bosia           |
| 79 | Albania (bandiera) | D     | Kevin Lekaj             |

### Staff tecnico
- Giovanni Lopez - Allenatore
- Simone Arceci - Allenatore in seconda
- Giuseppe Benatelli - Preparatore dei portieri
- Andrea Mossali - Preparatore atletico
- Paolo Morosini - Recupero infortuni
- Giacomo Poggioli - Responsabile sanitario
- Gianluca Cotroneo - Medico sociale
- Alberto Santini - Massaggiatore
- Andrea Ceresoli - Fisioterapista
- Ivano Peracchi - Team manager
- Roberto Servalli - Dirigente accompagnatore
- Giampaolo Biava - Magazziniere
- Giambattista Signori - Magazziniere
- Bruno Moioli - Magazziniere

### Annotazioni
1. ↑  Oltre a due titoli conquistati dal Leffe Calcio nelle edizioni 1992-1993 e 1994-1995.

### Fonti
1. 1 2 3   Arriva l'annuncio di Albinese e Leffe, in La Gazzetta dello Sport, 10 giugno 1998.
2. ↑   Fonte: sito ufficiale U.C. AlbinoLeffe, su albinoleffe.com. URL consultato l'11 maggio 2015 (archiviato dall'url originale il 15 maggio 2015).
3. ↑   Sergio Tosini, Il Falco neroazzurro è tornato a volare, su paesemio.eu, 10 novembre 2017.
4. 1 2 3 4   Andrea Sorrentino, AlbinoLeffe, storia dell'altro Chievo, in la Repubblica, 18 giugno 2003,  p. 50.
5. ↑   C2/A: Varese in fuga, in la Repubblica, 16 febbraio 1998,  p. 42.
6. ↑   Cremonese subito in corsa, in la Repubblica, 1º giugno 1998,  p. 43.
7. 1 2 3   La fusione è fatta, in La Gazzetta dello Sport, 20 giugno 1998.
8. ↑   Nicola Binda, È ufficiale: Carruezzo e Masitto alla Lucchese, in La Gazzetta dello Sport, 8 luglio 2001.
9. ↑   Al. Bur., Lugaresi: «O vendo il Cesena o dimezzo il budget», in La Gazzetta dello Sport, 26 aprile 2002.
10. ↑   Pisa battuto, l'Albinoleffe sale in B, in la Repubblica, 16 giugno 2003,  p. 49.
11. ↑   Giuseppe Calabrese e Alessandro Dell'Orto, Pisa, si infrange il sogno di gloria, in la Repubblica, 16 giugno 2003,  p. 2.
12. ↑   Ferragosto in campo poi l'Albinoleffe, in la Repubblica, 15 agosto 2003,  p. 14.
13. ↑   G. Francinetti, All'Atalanta il derby bergamasco con l'Albinoleffe, su ecodibergamo.it, 14 settembre 2003.
14. ↑   Atalanta, 4 gol all'Albinoleffe, in Il Mattino di Padova, 14 febbraio 2004,  p. 43.
15. ↑   Fulvio Facci, AlbinoLeffe, salvezza sicura, in La Gazzetta dello Sport, 6 giugno 2004.
16. ↑   G. Francinetti, L'ex nerazzurro Vincenzo Esposito dal Prato alla panchina dell'Albinoleffe, su ecodibergamo.it, 23 maggio 2005.
17. ↑   Il Catania è capolista, su eurosport.it, 4 febbraio 2006.
18. ↑   Francesco Ceniti, L'Avellino vince, l'AlbinoLeffe si salva, in La Gazzetta dello Sport, 8 giugno 2006.
19. ↑   Stefano Cantalupi, L'AlbinoLeffe ferma la Juve, su gazzetta.it, 18 novembre 2006.
20. ↑   Andrea Tosi, Al Bologna restano solo i rimpianti, in La Gazzetta dello Sport, 11 giugno 2007.
21. ↑   E. Roncalli, Gustinetti allenerà l'AlbinoLeffe, su ecodibergamo.it, 19 giugno 2007.
22. ↑   Andrea Sorrentino, Umili, tutti bergamaschi e primi, in la Repubblica, 27 settembre 2007,  p. 56.
23. ↑   Fa. Tinaglia, «L'AlbinoLeffe continua a credere nella Serie A», su ecodibergamo.it, 27 maggio 2008.
24. ↑   Playoff: s'inizia mercoledì, in Il Mattino di Padova, 2 giugno 2008,  p. 24.
25. ↑   Comunicato ufficiale n. 292 (PDF), su legaseriea.it, 3 giugno 2008. URL consultato il 22 gennaio 2022 (archiviato dall'url originale il 22 gennaio 2022).
26. ↑   Play off, per un posto in Serie A una finale Albinoleffe-Lecce, su repubblica.it, 8 giugno 2008.
27. ↑   Guido Guida, AlbinoLeffe-Lecce 0-1, i pugliesi vedono la A, su gazzetta.it, 11 giugno 2008.
28. ↑   Il Lecce torna in A dopo due anni, pari 1-1 nel ritorno con l'AlbinoLeffe, su repubblica.it, 15 giugno 2008.
29. ↑   Serie B, l'AlbinoLeffe si salva e condanna il Piacenza, su sport.sky.it, 11 giugno 2011.
30. ↑   L'AlbinoLeffe non sfigura contro il Torino, su ilgiorno.it, 26 maggio 2012.
31. ↑   Calcioscommesse, per l'AlbinoLeffe pena ridotta a 5 punti, su bergamo.corriere.it, 25 gennaio 2013.
32. ↑   SPORT IN BREVE, in la Repubblica, 12 maggio 2014,  p. 35.
33. ↑   Brescia ripescato in Serie B. Prende il posto del Parma, su sport.sky.it, 4 agosto 2015.
34. ↑   Pietro Scognamiglio, Padova e Alessandria in finale: sarà doppia sfida per la B, su gazzetta.it, 9 giugno 2021.
35. ↑   Fonte: sito ufficiale U.C. AlbinoLeffe, su albinoleffe.com. URL consultato il 20 maggio 2017 (archiviato dall'url originale il 23 maggio 2017).
36. ↑   Fonte: Leffe-Stemmi dei comuni bergamaschi, su stemmiprovinciabergamo.it. URL consultato il 1º luglio 2021.
37. ↑   Fonte: sport.sky.it, su sport.sky.it. URL consultato il 20 maggio 2017 (archiviato dall'url originale il 3 dicembre 2020).
38. ↑   Albinoleffe fai gol..., su albinoleffe1986f.wordpress.com, 12 novembre 2007.
39. ↑   Silvia Tironi, Reggiani, il taxista che canta la Pellegrini, su liberoquotidiano.it, 14 novembre 2009.
40. ↑  Fonte: sito ufficiale U.C. AlbinoLeffe Archiviato il 5 maggio 2017 in Internet Archive.
41. ↑   Fonte: sito ufficiale U.C. AlbinoLeffe, su albinoleffe.com. URL consultato il 20 maggio 2017 (archiviato dall'url originale il 5 maggio 2017).
42. ↑  AlbinoLeffe, dal 13 ottobre trasloco dalla tribuna Giulio Cesare - Sport - L'Eco di Bergamo - Notizie di Bergamo e provincia
43. ↑   Fonte: sito ufficiale U.C. AlbinoLeffe, su albinoleffe.com. URL consultato il 20 maggio 2017 (archiviato dall'url originale il 17 maggio 2017).
44. ↑   Organigramma societario, su albinoleffe.com. URL consultato il 10 giugno 2017 (archiviato dall'url originale il 13 giugno 2017).
45. ↑   Convocati della società AlbinoLeffe S.r.l., su figc.it. URL consultato il 15 luglio 2021.
46. ↑   Terza B: Leffe, c’era una volta Pippo Inzaghi che faceva gol su gol in C1, ora due grandi club che vogliono la Seconda e che domenica si sfidano. Attesissimi i bomber Imberti e Castelli « Bergamo e Sport, su www.bergamoesport.it. URL consultato il 12 dicembre 2024.
47. ↑  Fonte: statistiche NFT.com
48. ↑  Fonte: statistiche NFT.com
49. ↑  Fonte: statistiche NFT.com
50. ↑  Fonte: statistiche NFT.com
51. ↑   Fabiana Della Valle e Roberto Pelucchi, Tra Chievo e AlbinoLeffe primo derby delle favole, in La Gazzetta dello Sport, 30 ottobre 2007.
52. ↑  Fonte: sito U.C. AlbinoLeffe
53. ↑  "Torri-tris", ecodibergamo.it
54. ↑   Poker di Manconi e rigore di Giorgione, l'AlbinoLeffe espugna Lucca: 5-4!, su www.albinoleffe.com. URL consultato il 12 gennaio 2023.